# Manchester City Football Club
El Manchester City Football Club és un club de futbol anglès, de la ciutat de Manchester, que juga actualment a la Premier League, competició que ha guanyat quatre vegades en l'actual format, més una cinquena i una sisena en un format anterior. Va ser fundat el 1880 sota el nom de St. Mark's (West Gorton), després va passar a anomenar-se Ardwick Association Football Club el 1887 i finalment el 16 d'abril de 1894 va esdevenir el Manchester City. El club disputa els seus partits a l'Estadi Ciutat de Manchester des de l'any 2003, tot i que abans havia jugat en el Maine Road (des de l'any 1923).
El Manchester City va guanyar el seu primer trofeu oficial el 1904. No obstant això, el club va gaudir del seu major període d'èxit a la fi dels anys 1960 i principis dels 1970, quan va guanyar el campionat de Lliga de la First Division, FA Cup, Copa de la Lliga i la Recopa d'Europa sota la conducció tècnica primer de Joe Mercer i després de Malcolm Allison. Després de perdre la final de la FA Cup de 1981, el club va passar per un període de decadència, que va culminar amb el descens a la tercera divisió del futbol anglès el 1998. Després de recuperar el seu lloc en la Premier League, l'1 de setembre de 2008, Abu Dhabi United Group for Development and Investment, un grup inversor dels Emirats Àrabs Units amb Mansour bin Zayed Al-Nahyan com a màxim accionista, va comprar el club per uns 250 milions d'euros a Thaksin Shinawatra, des de juny de 2007 amo del club. Des de l'any 2011, el club ha obtingut un total de 24 títols oficials, guanyant la Premier League els anys 2012, 2014, 2018, 2019, 2021, 2022, 2023 i 2024, i la Lliga de Campions de la UEFA el 2023.
La temporada 2016-2017, el club era el cinquè del món en ingressos, amb 527,7 milions d'euros. El 2017, la revista Forbes va calcular que era el cinquè club més valuós del món, amb 2.080 milions de US$. El 2015, el CITIC Group va comprar una participació del 13.79% de l'empresa matriu del club, City Football Group (CFG) per 265 milions de lliures, cosa que atorgava un valor de $3.000 milions al club.
Manté una rivalitat amb el seu veí de Manchester, el Manchester United FC, amb qui juga l'anomenat Derbi de Manchester: The Citizens contra The Red Devils.

## Història
Les arrels del Manchester City les trobem el 1880 quan la St. Mark’s Church de West Gorton completà la seva secció de rugbi amb una de futbol amb el nom de West Gorton Saint Marks. El 1884 es fusionà amb el Gorton Athletic esdevenint Gorton FC. El club es va moure a Ardwick tres anys després (1887) i canvià de nom adoptant el d'Ardwick AFC. El club es refundà el 1894 després de fer fallida i adoptà l'actual nom de Manchester City. Durant els primers anys el club fou el primer de la ciutat, gràcies a jugadors com Billy Meredith. Posteriorment, problemes de pagaments il·legals permeteren els seus rivals (el United) esdevenir el primer club de la ciutat.
L'any 1937 l'equip aconsegueix el seu primer títol de lliga anglesa, però malgrat aquest èxit, el club ha sofert diferents alts i baixos al llarg de la seva història, amb la seva millor època als inicis dels 70, amb Joe Mercer com a mànager i l'obtenció d'una Recopa d'Europa, el seu únic títol continental fins al moment. El 10 d'agost de 2003 estrenà el seu nou estadi, el City of Manchester Stadium (actualment anomenat Etihad Stadium a causa de la compra dels drets del nom de l'estadi). Abans jugava a Maine Road (1923). Des del 2003, el Manchester City no permet l'ús del número 23 en honor del jugador camerunès Marc-Vivien Foé, que morí jugant un partit de Camerun essent jugador del club.

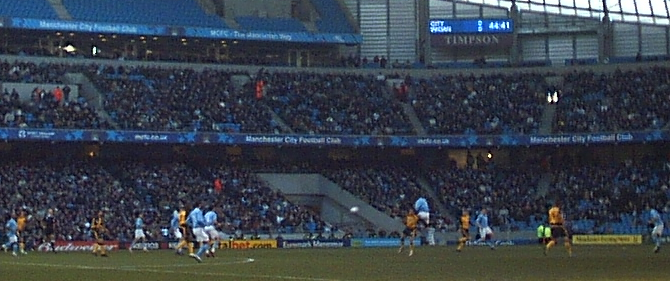
El Manchester City (de blau) contra el Wigan Athletic, el 2006.

L'1 de setembre del 2008, el grup Abu Dhabi United Group Investment and Development Limited va comprar el club anglès per 200 milions de lliures esterlines. El nou propietari, va intentar obtenir els serveis dels jugadors Dimitr Berbàtov i Robinho, i va aconseguir el traspàs d'aquest darrer per uns 40 milions d'euros.
El 13 de maig de 2012, després de 44 anys d'haver guanyat l'última Premier League el City es va proclamar campió en guanyar 3 a 2 al Queens Park Rangers amb gols de Zabaleta, Džeko i el Kun Agüero. En la lliga el Manchester United FC i el City van quedar empatats a punts, però el City tenia el goal-average a favor.
L'11 de maig de 2014, el City va guanyar 2 a 0 el West Ham United, gols de Nasri i Kompany. Gràcies a aquest triomf guanyaren la seva quarta lliga a les ordres de l'entrenador Manuel Pellegrini, que va esdevenir el primer entrenador no europeu en guanyar la FA Premier League.
El 15 d'abril de 2018, el club va guanyar la lliga amb més punts de la història de la Premier League. L'any següent, el club va mantenir el títol, guanyant la lliga l'última jornada.

### Orígens

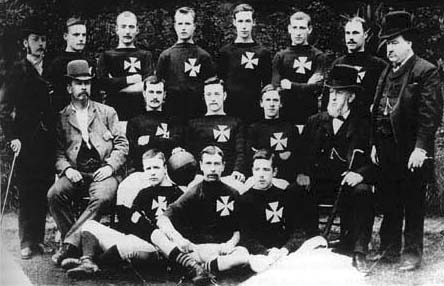
Sant Marc (Gorton) el 1884 – el motiu de la creu de Malta és ara desconegut.

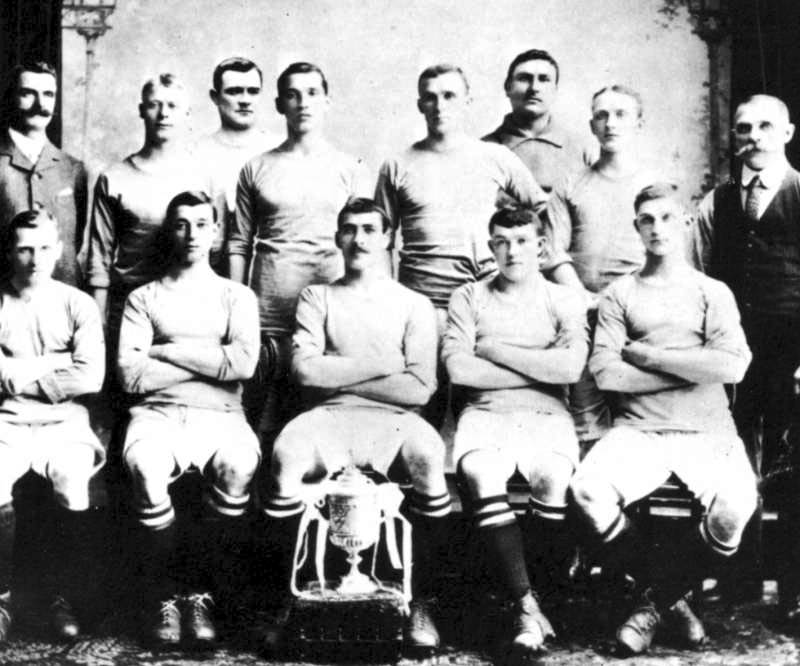
Plantilla del Manchester City que va guanyar la FA Cup el 1904.

L'origen del club es remunta a l'any 1880, quan Anna Connell i dos membres de l'Església de St. Mark que treballaven en una fàbrica de ferro a l'est de Manchester van fundar el St. Mark's. El 1887 el club es va traslladar a un nou camp a Hyde Road (abans un abocador) i va passar a anomenar-se Ardwick A.F.C. per reflectir la seva nova localització. L'Ardwick es va unir a la Lliga de Futbol anglesa com a membre fundador de la Second Division el 1892. Finalment, problemes financers en la temporada 1893–94 li van portar a realitzar una completa reestructuració que va afectar tots els aspectes de la institució, passant així a anomenar-se Manchester City Football Club.

### Debut professional
El City va obtenir èxits importants en els seus primers anys. Va aconseguir l'ascens a la First Division —màxima categoria aleshores— en la temporada 1898–99. El seu primer títol oficial el va guanyar el 23 d'abril de 1904, en vèncer en la final de la FA Cup —Copa d'Anglaterra— al Bolton Wanderers a Crystal Palace National Sports Centre; aquesta mateixa temporada el club va estar a prop de guanyar el títol de lliga, però va finalitzar segon. Malgrat això, va esdevenir el primer club de Manchester a guanyar un títol oficial. En les temporades següents al triomf en la FA Cup, el club es va veure afectat per irregularitats financeres, que van culminar amb la suspensió de disset jugadors el 1906, entre ells el capità Billy Meredith, que posteriorment va passar a jugar pel Manchester United FC. Un incendi a Hyde Road el 1920 va destruir la graderia principal, per la qual cosa el 1923 el club es va traslladar al seu nou estadi Maine Road.

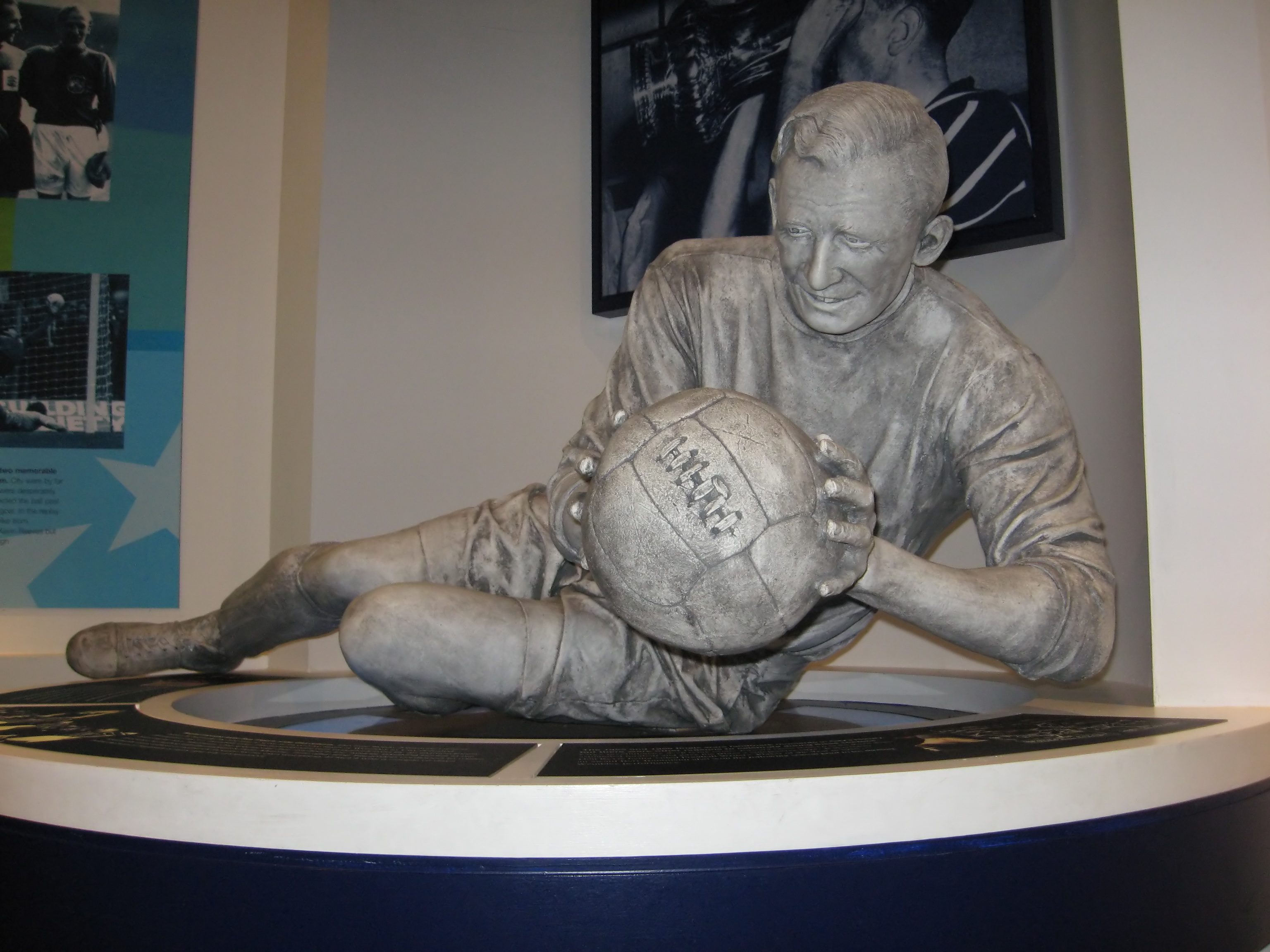
Escultura a Bert Trautmann, porter del Manchester City entre 1949 i 1964.

En els anys 1930, el Manchester City va arribar a dues finals consecutives de la FA Cup, perdent davant l'Everton FC el 1933 i guanyant al Portsmouth el 1934. Cal destacar que durant aquesta FA Cup, el Manchester City va establir el rècord d'assistència més alta de qualsevol club en la història del futbol anglès, ja que 84.569 afeccionats van omplir Maine Road per a la sisena ronda eliminatòria de la competició davant l'Stoke City, rècord que segueix vigent fins a l'actualitat. La temporada 1936–37, va guanyar per primera vegada el títol de lliga, encara que en la temporada següent l'equip va descendir a la Second Division, malgrat haver estat el club amb més gols a favor en aquesta temporada. Vint anys més tard, el City va utilitzar un sistema tàctic innovador, conegut com «Pla Revie», amb el qual el club va arribar novament a dues finals consecutives de la FA Cup, el 1955 i 1956; i igual que en la dècada de 1930, va perdre la primera, davant el Newcastle United, i va guanyar la segona. La Final de la FA Cup de 1956, en la qual el Manchester City va vèncer al Birmingham City per 3-1, és una de les finals més famoses de tots els temps, i és recordada perquè el porter Bert Trautmann va jugar sense saber que tenia el coll trencat.

### L'època d'or i anys 1970
Després del descens a la Second Division el 1963, el futur del club semblava fosc, ja que, entre altres coses, va succeir el registre d'assistència en un partit com a local més baix en tota la història del club davant el Swindon Town FC, amb la presència de 8.015 espectadors el gener de 1965. A la meitat de la temporada, va ser contractat un nou equip tècnic format per Joe Mercer com a entrenador i Malcolm Allison com a assistent. En la primera temporada sota les ordres de Mercer, el club va acabar la temporada de la Second Division com a campió, i va realitzar una forta inversió en jugadors com Mike Summerbee i Colin Bell. Dues temporades després, en la temporada 1967–68, el Manchester City va aconseguir el seu segon títol de lliga, en vèncer en l'últim partit de la temporada al Newcastle United per 4-3 i relegant al seu veí el Manchester United FC al subcampionat. Els títols van seguir en aquests anys: el 1969 va obtenir la seva quarta FA Cup guanyant la final al Leicester City, obtenint una plaça per participar en la Recopa d'Europa 1969–70, en la qual el club anglès es va imposar en la final davant el Górnik Zabrze de Polònia per 2-1 a Viena. Aquest seria el primer títol del Manchester City a nivell europeu. El club va guanyar en aquesta mateixa temporada la Copa de la Lliga, convertint-se en el segon club anglès a guanyar un títol internacional i un de nacional en la mateixa temporada.
El club va continuar lluitant per títols en el futbol nacional, acabant un punt per darrere dels campions de lliga en dues ocasions i va ser subcampió de la Copa de la Lliga el 1974. Un dels partits més recordats pels afeccionats és l'últim partit de la temporada de Lliga 1973–74, davant el Manchester United FC, que necessitava guanyar per eludir el descens a la Second Division. L'exjugador del United Denis Law va marcar amb el taló per al triomf 0-1 del City i va confirmar el descens del Manchester United FC. L'últim títol d'aquesta època d'èxit va ser el 1976, en derrotar el Newcastle United 2-1 en la final de la Copa de la Lliga.

### Declivi, crisi financera i reconstrucció

Gràfic de posicions en la Lliga.

Un llarg període de declivi va seguir a l'èxit dels anys 1960 i 1970. Malcolm Allison es va reincorporar al club per convertir-se en gerent, per segona vegada el 1979, però va malgastar grans sumes de diners en fitxatges fallits, com el d'Steve Daley. El club va arribar a tenir set gerents solament en la dècada de 1980, sota la direcció tècnica de John Bond, el City va arribar a la final de la FA Cup de 1981, que acabaria perdent en el partit de desempat davant el Tottenham Hotspur FC. El club va descendir dues vegades de la màxima categoria en la dècada de 1980 (el 1983 i 1987), però va tornar a la màxima categoria de nou el 1989. Va finalitzar cinquè en les temporades 1990–91 i 1991–92 sota la direcció de Peter Reid. El club va ser un dels membres fundadors de la Premier League el 1992. Després de la sortida de Reid, el Manchester City va decaure, ja que va passar tres temporades lluitant por no descendir a la segona categoria —ara anomenada First Division, un fet que finalment es va concretar el 1996. El Manchester City va caure al punt més baix de la seva història en descendir a la tercera categoria del futbol anglès en la temporada 1997–98 —anomenada des de 1992, Second Division— sent el segon equip amb títols europeus a descendir a aquesta categoria, després que a Alemanya es concretés uns anys abans el descens del 1. FC Magdeburg. Després del descens, va arribar un nou president, David Bernstein, que va introduir al club canvis importants, entre ells una nova política econòmica. Amb la conducció tècnica de Joe Royle, el Manchester City va aconseguir ascendir en el seu primer intent després de vèncer en els playoffs al Gillingham. Estant ja a la segona divisió, un segon ascens consecutiu va veure al club ascendir a la Premier League, però això va resultar haver estat un pas massa precipitat per a l'estabilització del club, i en conseqüència, el 2001, el club va tornar a descendir a la segona categoria. Per a la següent temporada, és contractat Kevin Keegan com a nou entrenador, i l'equip aconseguiria ascendir com a campió obtenint 99 punts i 108 gols a favor durant la temporada, aconseguint l'ascens directe. La temporada 2002-03 va ser l'última que es jugaria a Maine Road, que va incloure una victòria de 3-1 davant els seus rivals del Manchester United FC, posant fi a una ratxa de 13 anys sense guanyar. Aquesta mateixa temporada es va classificar per a competicions europees després de 25 anys a través del Rànquing de Fair Play de la UEFA. La temporada 2003-04 el club es va traslladar a l'Estadi Ciutat de Manchester, inaugurat a l'estiu en un amistós contra el FC Barcelona. En les seves quatre primeres temporades en el nou estadi, el club va finalitzar en la meitat de la classificació o en els llocs propers al descens, cosa que va provocar la renúncia de Kevin Keegan el 2005. L'exentrenador de la Selecció de futbol d'Anglaterra Sven-Göran Eriksson va esdevenir el primer entrenador estranger del club, en ser contractat el 2007. Un any després, al juliol de 2008, el tècnic suec va ser acomiadat i reemplaçat per Mark Hughes.

### Compra del club
L'any 2008, el club estava en una precària situació financera. Thaksin Shinawatra, exprimer ministre de Tailàndia, havia comprat el club un any abans per 121 milions d'euros, però els seus problemes polítics van fer que se li embarguessin els seus béns, a més de ser acusat al seu país de corrupció i blanqueig de diners. No obstant això, l'1 de setembre de 2008, Abu Dhabi United Group for Development and Investment, un grup inversor dels Emirats Àrabs amb Sulaiman Al-Fahim com a part visible del grup, i amb Mansour bin Zayed Al-Nahyan com a màxim accionista, va prendre el control del club per uns 250 milions d'euros. La compra va ser seguida immediatament per un al·luvió d'ofertes per jugadors d'alt nivell; el club va batre el rècord de fitxatges a la Lliga Anglesa amb el fitxatge de Robinho del Reial Madrid per uns 40 milions d'euros, en el qual seria el preludi de l'astronòmica inversió en fitxatges que vindria per situar a l'equip entre els grans d'Europa. No obstant això, les actuacions del club no mostraven millores pel que fa a la campanya anterior malgrat l'afluència de diners, no obstant això, malgrat acabar desè en la Premier League, el club va aconseguir els quarts de final de la Copa de la UEFA.
Durant l'estiu de 2009, el club va realitzar una despesa en fitxatges a un nivell sense precedents, amb un desemborsament de més de 150 milions d'euros per a la contractació de jugadors com Gareth Barry, Roque Santa Cruz, Kolo Touré, Emmanuel Adebayor, Carlos Tévez i Joleon Lescott. Al desembre de 2009, amb l'equip com 6è classificat després de 18 jornades, Mark Hughes, que entrenava al Manchester City des de poc abans de l'arribada del grup inversor àrab, va ser destituït com a entrenador i en el seu lloc es va contractar a Roberto Mancini. El City va acabar la temporada en cinquena posició de la Premier League, classificant-se per disputar la Copa de la UEFA (anomenada ara com Lliga Europa de la UEFA).

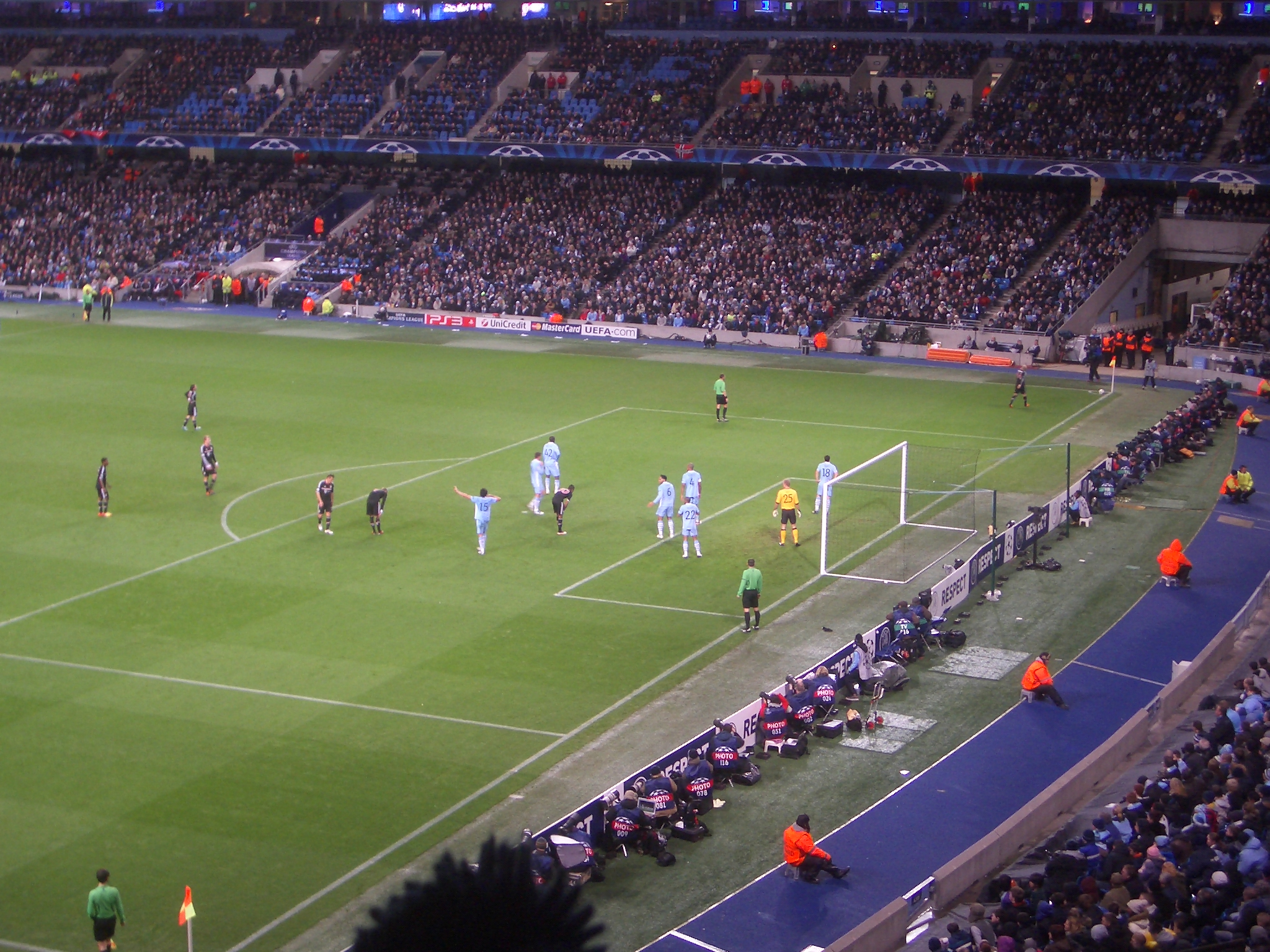
El Manchester City davant l'FC Bayern de Múnic en la Lliga de Campions de la UEFA el 2011.

La inversió va continuar en les temporades successives, i els resultats van començar a coincidir amb el repunt de la qualitat dels jugadors. El Manchester City va arribar a la Final de la FA Cup de 2011, després de derrotar en semifinals al Manchester United FC. Va derrotar 1-0 a l'Stoke City en la final, guanyant la seva cinquena FA Cup i obtenint el seu primer títol oficial des de 1976. Aquesta mateixa setmana certificava la seva classificació després de 43 anys per la Lliga de Campions de la UEFA 2011-12 després de guanyar 1-0 al Tottenham Hotspur FC.

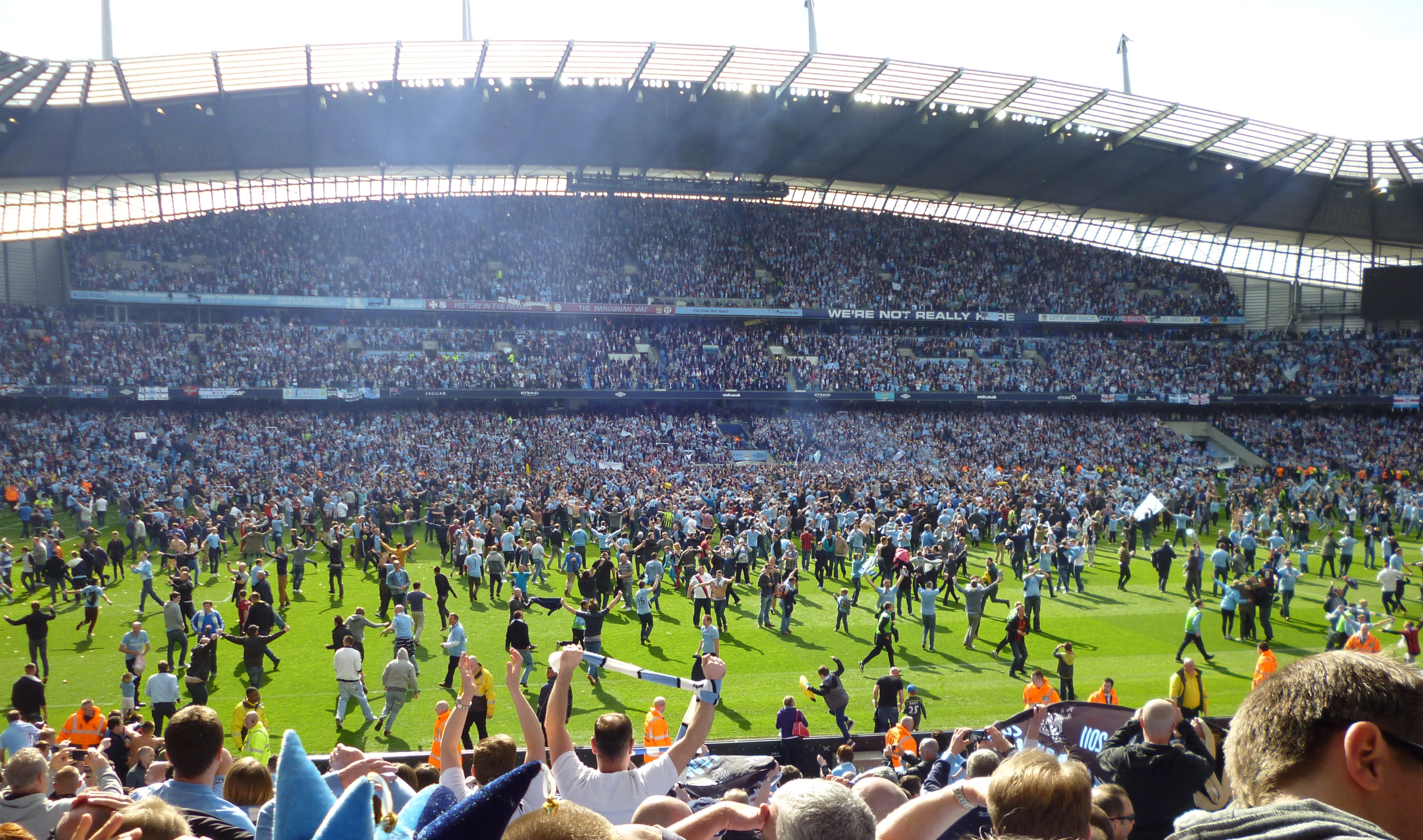
Seguidors del Manchester City envaeixen el terreny de joc després de guanyar la Premier League 2011/12.

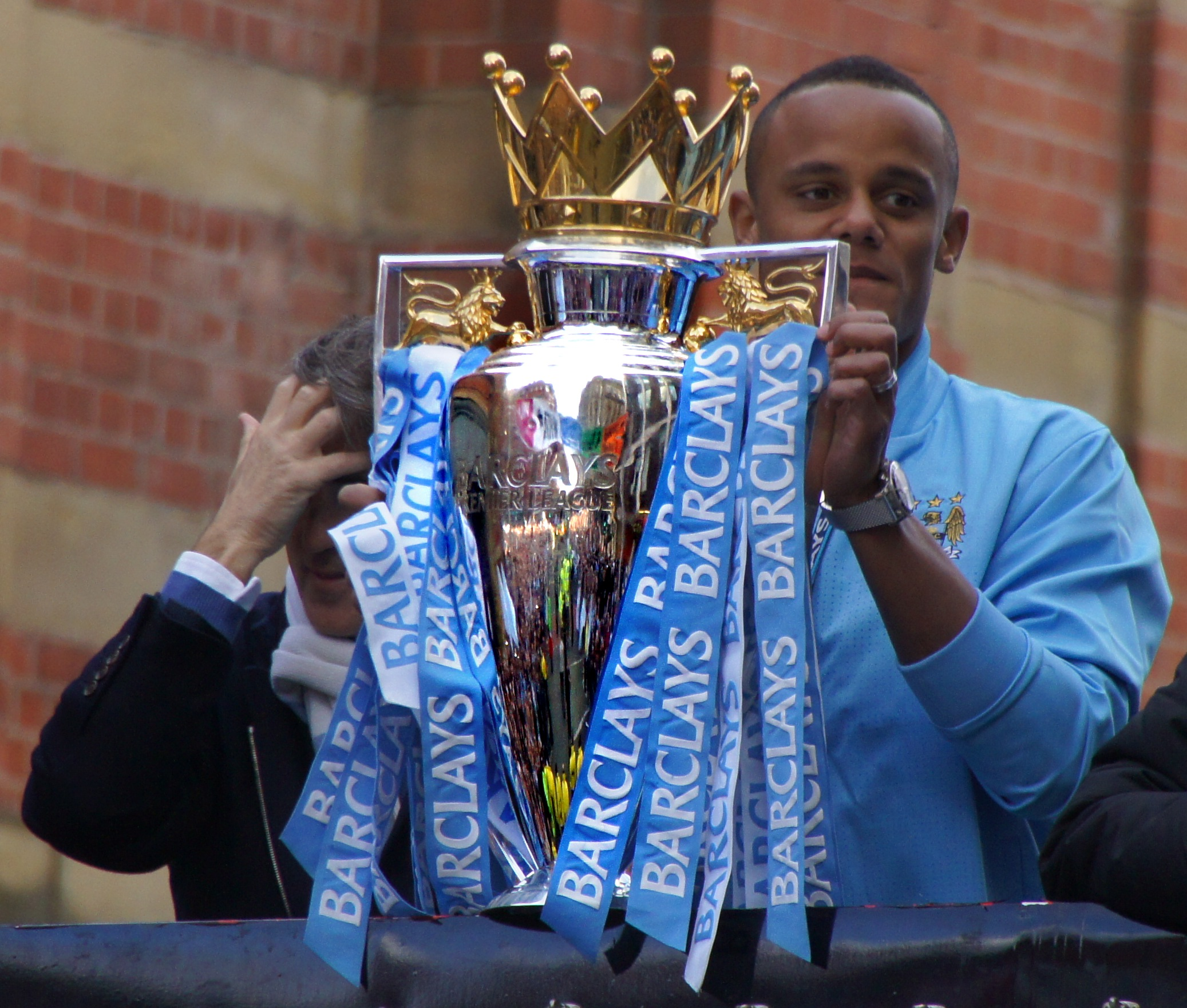
El capità Vincent Kompany amb el títol de la Premier League guanyada en la temporada 2011–2012.

Les grans actuacions van continuar en la temporada següent, derrotant 1-5 al Tottenham Hotspur FC en el seu estadi, i humiliant al Manchester United FC per un marcador d'1-6. El 13 de maig de 2012, guanya el seu tercer títol de la Premier League al seu etern rival, el United, en retallar un avantatge de vuit punts en contra. En l'últim partit de lliga van haver de remuntar marcant dos gols en el descompte contra el Queens Park Rangers en un èpic final, amb un gol d'Edin Džeko (el 2-2) i el gol definitiu marcat pel davanter argentí Sergio Agüero (el definitiu 3-2) fent-los campions.
La temporada 2012–13 va ser bastant decebedora. Va començar guanyant la Community Shield al Chelsea FC, sent aquest l'únic títol de la temporada. El City va fracassar en la Lliga de Campions, ja que va ser eliminat en la fase de grups sense guanyar cap partit, no va revalidar el títol de campió de la Premier League i va perdre la final de la FA Cup davant el Wigan. El 13 de maig, l'endemà passat de perdre la final, la directiva va optar per acomiadar a Roberto Mancini. El va substituir el segon entrenador Brian Kidd per dirigir els dos últims partits de lliga, certificant el subcampionat.

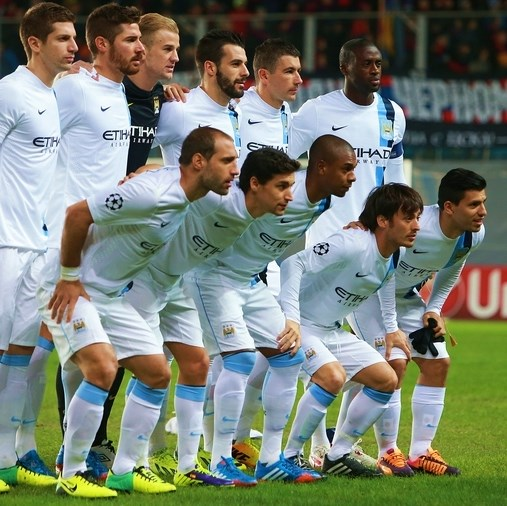
El Manchester City el 2013.

La temporada 2013–14 es va fitxar com a entrenador a Manuel Pellegrini. El City va començar la Premier League amb alguns problemes en els partits jugats fora de casa, sent derrotat per rivals teòricament molt inferiors com el Cardiff City o l'Aston Villa; però en canvi es mostrava intractable en el seu estadi, on va golejar al Tottenham Hotspur FC (6-0), al Manchester United FC (4-1) i a l'Arsenal FC (6-3). Finalment l'equip va trobar la regularitat i va acabar la primera volta en segon lloc, al mateix temps que va aconseguir passar a vuitens de final de la Champions League per primera vegada en la seva història. El 2 de març, aconsegueix guanyar la Copa de la Lliga en derrotar el Sunderland en la final per 3-1; però deu dies després, és eliminat de la Lliga de Campions pel FC Barcelona. Com a colofó a la temporada, l'equip aconsegueix el seu quart títol de campió de la Premier League en l'última jornada, després de retallar 6 punts d'avantatge al Liverpool FC.

### L'era Guardiola
Per a la temporada 2016–2017, es va confirmar el fitxatge de Josep Guardiola com a entrenador de l'equip i es van fer oficials els fitxatges d'İlkay Gündoğan, Leroy Sané, Gabriel Jesus, John Stones, Nolito i el porter Claudio Bravo.
Durant la primera temporada, els resultats van ser discrets. Van aconseguir el tercer lloc a la Premier League i van arribar a semifinals de la FA Cup. En Lliga de Campions van quedar eliminats a vuitens de final per l'Monaco. A la Copa de la Lliga no van poder revalidar el títol de l'any abans, caient també a vuitens contra el United.

#### 2017-2018. La temporada dels rècords
Van haver-hi força canvis a la plantilla. No van renovar Willy Caballero, Clichy, Jesús Navas ni Pablo Zabaleta. Nolito, Samir Nasri i Bony, entre d'altres, van ser traspassats. S'hi van incorporar Bernardo Silva (per £43m), el porter Ederson (per £34,9m), Kyle Walker (per £45m), Danilo (per £26,5m) i Benjamin Mendy (per £49.3m).
En la Premier League, el City va fer una temporada històrica i va batre una colla de rècords:
- Nombre de victòries consecutives: 18
- Gols a favor en una temporada: 106
- Passades completades en un partit: 942 de 1015 intents, contra el Swansea.[63]
- Victòries en una temporada: 32
- Victòries fora de casa: 16
- Punts: 100
- Diferència de gols: +79
- Diferència de punts amb el segon: +19

També es va guanyar la Carabao Cup. En la FA Cup, van caure a vuitens, i a la Lliga de Campions van ser eliminats pel Liverpool FC a quarts.

#### 2018-2019. Remuntada i triplet domèstic
La següent lliga va ser molt més disputada. El Liverpool FC era líder amb 7 punts de diferència el 3 de gener, però el City va remuntar i va acabar guanyant per un punt de diferència, 98 a 97. El 24 de febrer havien repetit victòria a la Carabao Cup contra el Chelsea FC i van acabar la temporada guanyant la FA Cup a Wembley per 6-0 contra el Watford. Va ser la primera vegada que un equip de futbol masculí guanyava els tres títols principals d'Anglaterra en una sola temporada.
A la Lliga de Campions, van caure en quarts de final contra el Tottenham Hotspur FC en un partit de tornada vibrant, amb un gol que classificava el City anul·lat pel VAR al minut 93.

#### 2019-2020. Segons darrere el Liverpool
La temporada 19/20, el Liverpool FC, que venia de guanyar la Lliga de Campions, va agafar un avantatge decisiu, fins i tot abans de la suspensió de la lliga per la pandèmia de COVID-19. El City va quedar segon, a 18 punts del líder, però a 15 del tercer classificat, el Manchester United FC. L'únic títol de la temporada va ser la Carabao Cup, la tercera consecutiva. La Lliga de Campions també es va aturar per la pandèmia, i el City va ser eliminat en quarts de final per l'Olympique de Lió.

## Cronologia de mobilitat interdivisional
| - 1892–1899 Division 2 (L2) - 1899–1902 Division 1 (L1) - 1902–1903 Division 2 (L2) - 1903–1909 Division 1 (L1) - 1909–1910 Division 2 (L2) - 1910–1926 Division 1 (L1) | - 1926–1928 Division 2 (L2) - 1928–1938 Division 1 (L1) - 1938–1947 Division 2 (L2) - 1947–1950 Division 1 (L1) - 1950–1951 Division 2 (L2) - 1951–1963 Division 1 (L1) | - 1963–1966 Division 2 (L2) - 1966–1987 Division 1 (L1) - 1987–1989 Division 2 (L2) - 1989–1992 Division 1 (L1) - 1992–1996 Premier League (L1) - 1996–1998 Division 1 (L2) | - 1998–1999 Division 2 (L3) - 1999–2000 Division 1 (L2) - 2000–2001 Premier League (L1) - 2001–2002 Division 1 (L2) - 2002– Premier League (L1) |

 L1 = Màxima categoria del Sistema de lligues de futbol d'Anglaterra; L2 = Segona categoria del Sistema de lligues de futbol d'Anglaterra; L3 = Tercera categoria del Sistema de lligues de futbol d'Anglaterra.

## Símbols

### Escut
L'actual escut de l'equip va ser presentat oficialment el 3 de juliol de 2016 durant el Cityzens Weekend, sent adoptat en la temporada 2016–2017. El nou símbol està inspirat en els escuts clàssics que havien representat als citizens durant la seva història. L'elecció del nou disseny va ser realitzada a través d'una enquesta entre els afeccionats que acudien a l'Etihad Stadium, els quals han expressat haver-lo triat perquè és mes representatiu per al club sent alhora modern i original.
| « | «Aquest club sap com n'és d'important la seva tradició i es va assegurar de consultar afeccionats que tinguessin realment coneixement sobre els símbols. Jo estic agraït d'haver fet part d'aquest procés. Una insígnia moderna i autèntica per al Club i la ciutat. Personalment estic encantat que per primera vegada hi aparegui la data de naixement del Club […] És una afirmació perfecta del temps que fa que existeix el club i que lluny que ha arribat» Gary James, historiador del futbol de Manchester, sobre la nova insígnia de l'equip. | » |

El major canvi és que el disseny és rodó, com ha estat en dos dels tres últims escuts. L'escut és dominat pel blau (94%) i blanc (68%). Sent els dos colors més populars. L'escut posseeix tres símbols. La nau de Manchester (85%) que apareix en els tres escuts anteriors del Club. Els tres rius (67%), l'Irwell, el Medlock i l'Irk són l'ànima de la ciutat, i apareixen en dues de les tres insígnies anteriors del Club. La rosa vermella (60%) simbolitza l'herència històrica del Club i la seva connexió amb Lancashire. Els tres símbols estan continguts en una versió evolucionada en l'escut actual, que és més gran i compta amb un pla superior. L'escut es veu tocant l'anell exterior per portar modernitat a tota la insígnia i permetre que l'escut sigui reconegut com un símbol. Manchester i City són visibles en la part de fora del text, en un anell exterior blanc com apareix en l'última insígnia del Club. Finalment l'any de fundació del Club, 1894, és inclòs per primera vegada, en recordatori a l'herència i la constància del Club.
L'escut que el Manchester City va utilitzar fins a la temporada 2015–2016 va ser adoptat el 1997, com a resultat que l'escut anterior era impossible de registrar-ho com a marca. L'escut es basa en l'escut d'armes de Manchester i està format per una àliga reial. L'àguila és un antic símbol heràldic de la ciutat de Manchester. Va ser introduïda a l'escut del club una àliga d'or el 1958 (però ja s'ha eliminat), en representació de la creixent indústria d'aviació. L'escut compta amb un vaixell en la seva meitat inferior que representa el canal de Manchester i tres franges blanques diagonals en la seva meitat inferior que simbolitzen els rius Irwell, Irk i Medlock. Sota l'escut, porta una cinta amb el lema en llatí Superbia in Proelio, 'Orgull en la batalla'. Per sobre de l'àguila reial, porta tres estels que són purament decoratives. Es va donar fi al seu ús en la temporada 2015–2016.
El City ha tingut altres escuts: el primer, presentat el 1970, es va basar en els dissenys que s'havien utilitzat en la documentació oficial del club des de mitjan 1960; consistia en una placa circular que feia servir el mateix escut actual, dins d'un cercle que portava el nom del club. El 1972, va ser canviat per una variació que va substituir la part inferior de l'escut per la rosa vermella de Lancashire.

### Uniforme
Els colors del Manchester City per als seus partits disputats com a local són el blau cel i el blanc. D'altra banda, els colors tradicionals per als seus partits com a visitant han estat el color marró o el color vermell i negre. No obstant això, en els últims anys s'han utilitzat diversos uniformes amb gran varietat de colors. Els orígens dels colors de l'uniforme per als partits de local no estan clars, però hi ha evidències que el City ha jugat de blau des de 1892 o abans. Un informe titulat Famous Football Clubs – Manchester City publicat en els anys 1940 indica que West Gordon ha disputat els seus primers partits amb els colors escarlata i negre, mentre que altres informes que daten de 1884 descriuen l'equip utilitzant una indumentària consistent en samarretes negres que porten una creu blanca, que mostra els orígens del club relacionats amb l'església de Manchester. Els colors per als partits de visitant tradicionalment des de 1960 han estat el vermell i el negre, no obstant això en els últims anys han sofert diverses modificacions. Provenen de l'assistent Malcolm Allison, qui creia que l'adopció dels colors de l'AC Milan inspiraria al City a la glòria. Aquesta teoria d'Allison va resultar ser correcta, ja que el club va aconseguir guanyar la FA Cup el 1969 i un doblet en la temporada 1969–70, coronant la Copa de la Lliga i la Recopa d'Europa.
|                                                                  |                  |                    |
| \| 1884 · (primera) \| (Veure evolució) \| 2022-23 · (actual) \| |                  |                    |
| 1884 · (primera)                                                 | (Veure evolució) | 2022-23 · (actual) |

#### Marques i patrocinadors
| Període   | Proveïdor      | Patrocinador |
| --------- | -------------- | ------------ |
| 1975–1982 | Umbro          | cap          |
| 1982–1984 | Umbro          | Saab         |
| 1984–1987 | Umbro          | Philips      |
| 1987–1997 | Umbro          | Brother      |
| 1997–1999 | Kappa          | Brother      |
| 1999–2002 | Le Coq Sportif | Eidos        |
| 2002–2003 | Le Coq Sportif | First Advice |
| 2003–2004 | Reebok         | First Advice |
| 2004–2007 | Reebok         | Thomas Cook  |
| 2007–2009 | Le Coq Sportif | Thomas Cook  |
| 2009–2013 | Umbro          | Etihad       |
| 2013–2019 | Nike           | Etihad       |
| 2019–     | Puma           | Etihad       |

## Estadi
L'estadi on el Manchester City juga els seus partits com a local és l'Etihad Stadium, anomenat així per raons de patrocini, situat a l'est de la ciutat, inaugurat durant els Jocs de la Mancomunitat de 2002, i en el qual el club juga des de la temporada 2003-04. Compta amb capacitat per 55.097 persones. Abans de traslladar-se al nou estadi es van escometre reformes per adaptar el terreny a un camp de futbol. El partit inaugural del nou estadi va ser davant el FC Barcelona amb victòria pel City per 2-1. Durant l'estiu de 2011, el club va aconseguir un acord amb l'aerolínia Etihad Airways perquè l'estadi portés el seu nom.
Al llarg de la seva història, el Manchester City ha jugat en altres terrenys. Després de jugar en cinc camps diferents entre 1880 i 1887, l'equip va marxar a Hyde Road, estadi en el qual va jugar durant 36 anys fins que el 1920 un incendi va destruir la graderia principal. El 1923, l'equip va marxar a un estadi amb capacitat per 84.000 persones, Maine Road, que va ser qualificat pels seus dissenyadors com el Wembley del Nord. El camp va sofrir diferents remodelacions per adaptar la capacitat a la normativa europea, quedant finalment en 32.000 espectadors. En ell va jugar fins a l'any 2003.

## Jugadors

### Plantilla 2025-26
A 8 agost 2025
| N. | Pos. | Nac. | Jugador                    |
| -- | ---- | --- | -------------------------- |
| 1  | POR  | [[Fitxer:Flag of England.svg\|23x15px\|border \|alt=Anglaterra\|link=Selecció de futbol d'Anglaterra\|{{#if:\|]]                  | James Trafford             |
| 3  | DEF  | [[Fitxer:Flag of Portugal (official).svg\|23x15px\|border \|alt=Portugal\|link=Selecció de futbol de Portugal\|{{#if:\|]]         | Rúben Dias (2n capità)     |
| 4  | MIG  | [[Fitxer:Flag of the Netherlands.svg\|23x15px\|border \|alt=Països Baixos\|link=Selecció de futbol dels Països Baixos\|{{#if:\|]] | Tijjani Reijnders          |
| 5  | DEF  | [[Fitxer:Flag of England.svg\|23x15px\|border \|alt=Anglaterra\|link=Selecció de futbol d'Anglaterra\|{{#if:\|]]                  | John Stones                |
| 6  | DEF  | [[Fitxer:Flag of the Netherlands.svg\|23x15px\|border \|alt=Països Baixos\|link=Selecció de futbol dels Països Baixos\|{{#if:\|]] | Nathan Aké                 |
| 7  | DAV  | [[Fitxer:Flag of Egypt.svg\|23x15px\|border \|alt=Egipte\|link=Selecció de futbol d'Egipte\|{{#if:\|]]                            | Omar Marmoush              |
| 8  | MIG  | [[Fitxer:Flag of Croatia.svg\|23x15px\|border \|alt=Croàcia\|link=Selecció de futbol de Croàcia\|{{#if:\|]]                       | Mateo Kovačić              |
| 9  | DAV  | [[Fitxer:Flag of Norway.svg\|23x15px\|border \|alt=Noruega\|link=Selecció de futbol de Noruega\|{{#if:\|]]                        | Erling Haaland             |
| 10 | MIG  | [[Fitxer:Flag of England.svg\|23x15px\|border \|alt=Anglaterra\|link=Selecció de futbol d'Anglaterra\|{{#if:\|]]                  | Jack Grealish              |
| 11 | MIG  | [[Fitxer:Flag of Belgium (civil).svg\|23x15px\|border \|alt=Bèlgica\|link=Selecció de futbol de Bèlgica\|{{#if:\|]]               | Jérémy Doku                |
| 13 | POR  | [[Fitxer:Flag of England.svg\|23x15px\|border \|alt=Anglaterra\|link=Selecció de futbol d'Anglaterra\|{{#if:\|]]                  | Marcus Bettinelli          |
| 14 | MIG  | [[Fitxer:Flag of Spain.svg\|23x15px\|border \|alt=Espanya\|link=Selecció de futbol d'Espanya\|{{#if:\|]]                          | Nico González              |
| 16 | MIG  | [[Fitxer:Flag of Spain.svg\|23x15px\|border \|alt=Espanya\|link=Selecció de futbol d'Espanya\|{{#if:\|]]                          | Rodri (2n capità)          |
| 18 | POR  | [[Fitxer:Flag of Germany.svg\|23x15px\|border \|alt=Alemanya\|link=Selecció de futbol d'Alemanya\|{{#if:\|]]                      | Stefan Ortega              |
| 19 | MIG  | [[Fitxer:Flag of Germany.svg\|23x15px\|border \|alt=Alemanya\|link=Selecció de futbol d'Alemanya\|{{#if:\|]]                      | İlkay Gündoğan (2n capità) |
| 20 | MIG  | [[Fitxer:Flag of Portugal (official).svg\|23x15px\|border \|alt=Portugal\|link=Selecció de futbol de Portugal\|{{#if:\|]]         | Bernardo Silva (capità)    |
| 21 | DEF  | [[Fitxer:Flag of Algeria.svg\|23x15px\|border \|alt=Algèria\|link=Selecció de futbol d'Algèria\|{{#if:\|]]                        | Rayan Aït-Nouri            |

| N. | Pos. | Nac. | Jugador             |
| -- | ---- | --- | ------------------- |
| 24 | DEF  | [[Fitxer:Flag of Croatia.svg\|23x15px\|border \|alt=Croàcia\|link=Selecció de futbol de Croàcia\|{{#if:\|]]                     | Joško Gvardiol      |
| 25 | DEF  | [[Fitxer:Flag of Switzerland.svg\|23x16px\|border \|alt=Suïssa\|link=Selecció de futbol de Suïssa\|{{#if:\|]]                   | Manuel Akanji       |
| 26 | MIG  | [[Fitxer:Flag of Brazil.svg\|23x15px\|border \|alt=Brasil\|link=Selecció de futbol del Brasil\|{{#if:\|]]                       | Savinho             |
| 27 | MIG  | [[Fitxer:Flag of Portugal (official).svg\|23x15px\|border \|alt=Portugal\|link=Selecció de futbol de Portugal\|{{#if:\|]]       | Matheus Nunes       |
| 29 | MIG  | [[Fitxer:Flag of France (1794–1815, 1830–1974).svg\|23x15px\|border \|alt=França\|link=Selecció de futbol de França\|{{#if:\|]] | Rayan Cherki        |
| 30 | MIG  | [[Fitxer:Flag of Argentina.svg\|23x15px\|border \|alt=Argentina\|link=Selecció de futbol de l'Argentina\|{{#if:\|]]             | Claudio Echeverri   |
| 31 | POR  | [[Fitxer:Flag of Brazil.svg\|23x15px\|border \|alt=Brasil\|link=Selecció de futbol del Brasil\|{{#if:\|]]                       | Ederson             |
| 33 | MIG  | [[Fitxer:Flag of England.svg\|23x15px\|border \|alt=Anglaterra\|link=Selecció de futbol d'Anglaterra\|{{#if:\|]]                | Nico O'Reilly       |
| 44 | MIG  | [[Fitxer:Flag of England.svg\|23x15px\|border \|alt=Anglaterra\|link=Selecció de futbol d'Anglaterra\|{{#if:\|]]                | Kalvin Phillips     |
| 45 | DEF  | [[Fitxer:Flag of Uzbekistan.svg\|23x15px\|border \|alt=Uzbekistan\|link=Selecció de futbol d'Uzbekistan\|{{#if:\|]]             | Abdukodir Khusanov  |
| 47 | MIG  | [[Fitxer:Flag of England.svg\|23x15px\|border \|alt=Anglaterra\|link=Selecció de futbol d'Anglaterra\|{{#if:\|]]                | Phil Foden          |
| 52 | MIG  | [[Fitxer:Flag of Norway.svg\|23x15px\|border \|alt=Noruega\|link=Selecció de futbol de Noruega\|{{#if:\|]]                      | Oscar Bobb          |
| 82 | DEF  | [[Fitxer:Flag of England.svg\|23x15px\|border \|alt=Anglaterra\|link=Selecció de futbol d'Anglaterra\|{{#if:\|]]                | Rico Lewis          |
| 87 | MIG  | [[Fitxer:Flag of England.svg\|23x15px\|border \|alt=Anglaterra\|link=Selecció de futbol d'Anglaterra\|{{#if:\|]]                | James McAtee        |
| 97 | DEF  | [[Fitxer:Flag of England.svg\|23x15px\|border \|alt=Anglaterra\|link=Selecció de futbol d'Anglaterra\|{{#if:\|]]                | Josh Wilson-Esbrand |
| —  | MIG  | [[Fitxer:Flag of Norway.svg\|23x15px\|border \|alt=Noruega\|link=Selecció de futbol de Noruega\|{{#if:\|]]                      | Sverre Nypan        |

#### Cedits a d'altres equips
| N. | Pos. | Nac. | Jugador                                                |
| -- | ---- | --- | ------------------------------------------------------ |
| 22 | DEF  | [[Fitxer:Flag of Brazil.svg\|23x15px\|border \|alt=Brasil\|link=Selecció de futbol del Brasil\|{{#if:\|]]        | Vitor Reis (al Girona FC fins al 30 de juny de 2026)   |
| 66 | DEF  | [[Fitxer:Flag of England.svg\|23x15px\|border \|alt=Anglaterra\|link=Selecció de futbol d'Anglaterra\|{{#if:\|]] | Jahmai Simpson-Pusey (al Celtic FC until 31 maig 2026) |
| 67 | DAV  | [[Fitxer:Flag of England.svg\|23x15px\|border \|alt=Anglaterra\|link=Selecció de futbol d'Anglaterra\|{{#if:\|]] | Divin Mubama (al Stoke City FC until 31 maig 2026)     |

| N. | Pos. | Nac. | Jugador                                           |
| -- | ---- | --- | ------------------------------------------------- |
| 68 | DEF  | [[Fitxer:Flag of England.svg\|23x15px\|border \|alt=Anglaterra\|link=Selecció de futbol d'Anglaterra\|{{#if:\|]]           | Max Alleyne (al Watford FC until 31 maig 2026)    |
| 94 | DEF  | [[Fitxer:Flag of England.svg\|23x15px\|border \|alt=Anglaterra\|link=Selecció de futbol d'Anglaterra\|{{#if:\|]]           | Finley Burns (al Reading FC until 31 maig 2026)   |
| —  | DEF  | [[Fitxer:Flag of Sierra Leone.svg\|23x15px\|border \|alt=Sierra Leone\|link=Selecció de futbol de Sierra Leone\|{{#if:\|]] | Juma Bah (al OGC Nice fins al 30 de juny de 2026) |

### Números retirats
23  Marc-Vivien Foé, Migcampista (2002–03) – pòstumament.
Des de 2003, el Manchester City no juga amb el número 23. El van retirar per honorar Marc-Vivien Foé, que estava cedit al club per l'Olympique de Lió quan va morir al camp mentre jugava per al Camerun en la Copa Confederacions de 2003.

## Jugadors històrics
| Màxims golejadors                  | Màxims golejadors | Màxims golejadors | Més partits disputats | Més partits disputats | Més partits disputats |
| ---------------------------------- | ----------------- | ----------------- | --------------------- | --------------------- | --------------------- |
| 1.                                 | Sergio Agüero     | 260               | 1.                    | Alan Oakes            | 680                   |
| 2.                                 | Eric Brook        | 177               | 2.                    | Joe Corrigan          | 603                   |
| 3.                                 | Tommy Johnson     | 166               | 3.                    | Mike Doyle            | 570                   |
| 4.                                 | Colin Bell        | 153               | 3.                    | Bert Trautmann        | 545                   |
| 5.                                 | Joe Hayes         | 152               | 5.                    | Colin Bell            | 501                   |
| 6.                                 | Billy Meredith    | 152               | 6.                    | Eric Brook            | 493                   |
| 7.                                 | Francis Lee       | 148               | 7.                    | Tommy Booth           | 491                   |
| 8.                                 | Tommy Browell     | 139               | 8.                    | Mike Summerbee        | 451                   |
| 9.                                 | Fred Tilson       | 132               | 9.                    | Paul Power            | 445                   |
| 10.                                | Billie Gillespie  | 132               | 10.                   | David Silva           | 436                   |
| Actualitzat el 18 de maig de 2023. |                   |                   |                       |                       |                       |

### Jugadors destacats
- Abans de 1920: Billy Meredith (1894), Tommy Johnson (1919).
- 1920s: Sam Cowan (1924), Eric Brook (1928).
- 1930s: Frank Swift (1933), Peter Doherty (1936).
- 1940s: Roy Clarke (1946), Bert Trautmann (1949).
- 1950s: Ken Barnes (1950), Roy Paul (1950), Alan Oakes (1958).
- 1960s: Mike Summerbee (1965), Colin Bell (1966), Tony Book (1966), Francis Lee (1967), Joe Corrigan (1967).
- 1980s: Paul Lake (1987).
- 1990s: Niall Quinn (1990), Georgiou Kinkladze (1995), Shaun Goater (1998), Shaun Wright-Phillips (1999).

## Entrenadors
| - 1880–1882 Frederick Hopkinson - 1882–1884 Desconegut - 1884–1887 Kitchen Edward - 1887–1889 Walter Chew - 1889–1893 Lawrence Furniss - 1893–1895 Joshua Parlby - 1895–1902 Sam Omerod - 1902–1906 Tom Maley - 1906–1912 Harry Newbould - 1912–1924 Ernest Mangnall - 1924–1925 David Ashworth - 1925–1926 Albert Alexander - 1926–1932 Peter Hodge - 1932–1946 Wilf Wild - 1946–1947 Sam Cowan - 1947 Wilf Wild - 1947–1950 Jock Thomson | - 1950–1963 Les McDowall - 1963–1965 George Poyser - 1965–1971 Joe Mercer - 1971–1973 Malcolm Allison - 1973 Johnny Hart - 1973 Tony Book - 1973–1974 Ron Saunders - 1974–1979 Tony Book - 1979–1980 Malcolm Allison - 1980 Tony Book - 1980–1983 John Bond - 1983 John Benson - 1983–1986 Billy McNeill - 1986–1987 Jimmy Frizzell - 1987–1989 Mel Machin - 1989 Tony Book - 1989–1990 Howard Kendall | - 1990–1993 Peter Reid - 1993 Tony Book - 1993–1995 Brian Hortonl - 1996 Asa Hartford - 1996 Steve Coppell - 1996 Phil Neal - 1996–1998 Frank Clark - 1998–2001 Joe Royle - 2001–2005 Kevin Keegan - 2005–2007 Stuart Pearce - 2007–2008 Sven-Göran Eriksson - 2008–2009 Mark Hughes - 2009–2013 Roberto Mancini - 2013 Brian Kidd - 2013–2016 Manuel Pellegrini - 2016- Josep Guardiola |

### Entrenadors destacats

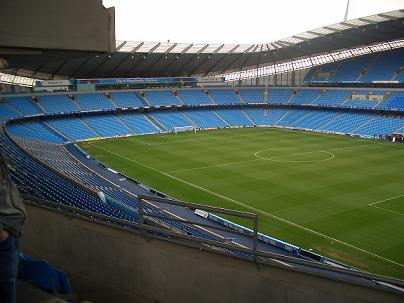
Estadi Ciutat de Manchester

- Ernest Magnall (1912-1924)
- Les McDowall (1950-1963)
- Joe Mercer (1965-1971)
- Kevin Keegan (2001-2005)
- Roberto Mancini (2009-2013)
- Manuel Pellegrini (2013-2016)
- Pep Guardiola (2016-actualitat)

## Palmarès
- 1 Campionat del Món de Clubs de futbol: 2023
- 1 Lliga de Campions de la UEFA: 2022-23
- 1 Recopa d'Europa de futbol: 1969-70
- 1 Supercopa d'Europa de futbol: 2023
- 10 Lligues angleses: 1936-37, 1967-68, 2011-12, 2013-14, 2017-18, 2018-19, 2020-21, 2021-22, 2022-23, 2023-24
- 7 Copes angleses: 1903-04, 1933-34, 1955-56, 1968-69, 2010-11, 2018-19, 2022-23
- 8 Copes de la Lliga anglesa: 1969-70, 1975-76, 2013-14, 2015-16, 2017-18, 2018-19, 2019-20, 2020-21
- 7 Lligues angleses de Segona Divisió: 1898-99, 1902-03, 1909-10, 1927-28, 1946-47, 1965-66, 2001-02
- 7 Community Shields: 1937, 1968, 1972, 2012, 2018, 2019, 2024
- 1 Trofeu Joan Gamper: 2009

## Clubs afiliats

### Co-propietat
- Melbourne City FC (2014-present)

El 23 de gener de 2014 es va anunciar que el Manchester City s'havia associat amb l'equip de la lliga de rugbi australiana Melbourne Storm per fer-se càrrec de l'equip Melbourne Heart FC que juga a l'A-League. El club va canviar el seu nom al de Melbourne City Football Club.
- Yokohama Marinos (2014-present)

El 20 de maig de 2014 es va anunciar que el Manchester City s'havia associat amb l'empresa japonesa Nissan per convertir-se en un accionista minoritari del Yokohama Marinos de la J-League.
- New York City FC (2015–present)

El 21 de maig de 2013 es va anunciar que el Manchester City FC s'havia associat amb l'equip de beisbol New York Yankees per crear un equip de futbol de la Major League Soccer. L'equip va començar a jugar en la temporada 2015
- Girona FC (2017-present)[77]

El 23 d'agost de 2017 es va anunciar que el Manchester City FC s'havia associat amb la societat Girona Football Group per convertir-se en accionista majoritari del Girona FC de la Liga. Amb un 44'3 % de les accions.